# 清水坑
清水坑，是台灣新北市的一個地名，範圍為今土城區中部偏東，大致包括清溪里、永富里、永豐里、清水里、青雲里、清和里、青山里及清化里。

## 歷史
台灣清治末期至日治前期，清水坑為一街庄，稱為「清水坑庄」，隸屬於擺接堡。員林庄北與柑林陂庄、四汴頭庄為鄰，東與廷藔坑庄、南勢角庄為鄰，南邊為安坑庄，西邊為大安藔庄、埤塘庄。
1920年（日治大正九年），改制為「清水坑」大字，隸屬於台北州海山郡土城庄。當時清水坑大字下設有「外冷水坑」、「內冷水坑」小字名。戰後土城庄改制為土城鄉，隸屬於台北縣，大字亦改制為村。其後土城鄉先後改制為土城市、土城區，村亦於改土城市時期改制為里。由於人口增加，如今清水坑地區已細分為8個里。

## 學校
清水坑地區由北至南有清水國小、清水高中等學校。

## 政府單位
- 法務部矯正署臺北看守所
- 臺灣新北地方法院
- 法務部矯正署臺北少年觀護所

## 公園
- 大清水運動公園